# Draba tichomirovii
Draba tichomirovii là một loài thực vật có hoa trong họ Cải. Loài này được Kozhevn. mô tả khoa học đầu tiên năm 1979.